# العلاقات البنغلاديشية العراقية
تشير العلاقات البنغلاديشية العراقية إلى العلاقات الثنائية بين بنغلاديش والعراق. لبنغلاديش سفارة في بغداد، وللعراق سفارة في دكا. محمد فضل الباري هو سفير بنغلاديش لدى العراق.

## تاريخ
بعد استقلال بنغلاديش عام 1971، اعترفت العراق ببنغلاديش كدولة ذات سيادة في 8 يوليو 1972، لتصبح بذلك أول دولة عربية تفعل ذلك. قدمت بنغلاديش جنودًا لدوريات الحدود الإيرانية العراقية في أعقاب الحرب الإيرانية العراقية كجزء من مجموعة مراقبي الأمم المتحدة العسكريين بين إيران والعراق. كان جيش بنغلاديش جزءًا من التحالف في عملية عاصفة الصحراء التي حررت الكويت من العراق.
في عام 2009، وقع وزير رعاية المغتربين والتوظيف في الخارج في بنغلاديش خندكر مشرف حسين ووزير العمل والشؤون الاجتماعية العراقي ناصر الربيعي مذكرة تفاهم لاستيراد العمالة من بنغلاديش. وللعراق سفارة مقيمة في بنغلاديش. وقد أعربت بنغلاديش عن دعمها لوحدة أراضي العراق في عام 2008.

## العلاقات الاقتصادية
أرسلت بنغلاديش عمالاً مهاجرين إلى العراق قبل حرب الخليج الثانية، لكنها توقفت عن ذلك بعد الحرب. في عام 2009، عادت بنغلاديش لإرسال عمال إلى العراق. واجه العمال البنغلاديشيون في العراق مضايقات وعنفاً من قوات الأمن والمتمردين. اعتباراً من عام 2016، بلغ عدد العمال البنغلاديشيين العاملين في العراق 43 ألفاً.

## علاقة المغتربين
كما هو الحال مع العديد من البلدان الأخرى، يهاجر العديد من البنغاليين إلى دول الخليج مثل العراق من أجل حياة أفضل بطريقة غير شرعية.

## قراءة إضافية
Hossain، Ishtiaq (أبريل 1997). "Bangladesh and the Gulf War: Response of a Small State". Pakistan Horizon. ج. 50 ع. 2: 39–55. JSTOR:41393571.